# Copiocera portentosa
Copiocera portentosa är en insektsart som beskrevs av Marius Descamps och Christiane Amédégnato 1970. Copiocera portentosa ingår i släktet Copiocera och familjen gräshoppor. Inga underarter finns listade i Catalogue of Life.